# Ács
Ács  este un oraș în districtul Komárom, județul Komárom-Esztergom, Ungaria, având o populație de 6.947 de locuitori (2011). 

## Demografie
Componența etnică a orașului Ács
     Maghiari (97,74%)
     Romi (1,2%)
     Necunoscut (0,18%)
     Alții (0,87%)
Componența confesională a orașului Ács
     Romano-catolici (35,77%)
     Reformați (22,04%)
     Fără religie (12,94%)
     Necunoscută (27,8%)
     Alte religii (2,23%)
Conform recensământului din 2011, orașul Ács avea 6.947 de locuitori. Din punct de vedere etnic, majoritatea locuitorilor (97,74%) erau maghiari, cu o minoritate de romi (1,2%). Apartenența etnică nu este cunoscută în cazul a 0,18% din locuitori. Nu există o religie majoritară, locuitorii fiind romano-catolici (35,77%), reformați (22,04%) și persoane fără religie (12,94%). Pentru 27,8% din locuitori nu este cunoscută apartenența confesională.